# Okręgi etapowe
Okręgi etapowe (OE) – początkowo nieoficjalna nazwa etapów tworzonych przy grupach operacyjnych o różnych kompetencjach oraz dowództwa etapów tworzone na terenie Galicji Wschodniej. Oficjalnie dowództwa okręgów etapowych (DOE) powstały 8 marca 1919 roku. 
DOE pełniły na swych obszarach funkcje analogiczne do dowództw okręgów generalnych w kraju. Były kwatermistrzostwami dla grup operacyjnych i podlegały poprzez dowódców grup Głównemu Kwatermistrzostwu.
Dowódcy OE podlegały wszystkie, w obrębie granic znajdujące się oddziały etapowe, robotnicze, zakłady, szpitale, magazyny amunicji, prowiantowe i techniczne, stacje rozdzielcze, żandarmeria polowa i inne. Organami wykonawczymi DOE były dowództwa powiatowe etapów (DPE). 
W czerwcu 1919 roku zmieniono kompetencje DOE. Od tego czasu były władzą terytorialną i wojskowo-administracyjną. Podlegały im wszystkie DPE, stacje etapowe i wszystkie urządzenia tyłowe, nienależące organicznie do składu dywizji. Natomiast służbą kwatermistrzowską zarówno frontu jak i etapów kierowały od tej pory kwatermistrzostwa. 
Nazwy DOE były terytorialne np. DOE Białoruskiego. W marcu 1920 roku DOE przydzielono do poszczególnych armii. 29 sierpnia 1920 roku Ministerstwo Spraw Wojskowych określiło nowe granice OE i nadało im nazwy od numeru armii np. Okręg Etapowy 4 Armii. Później przywrócono częściowo nazwy terytorialne. W grudniu 1920 roku DOE przekształciły się w Inspekcje Etapowe Dowództw Okręgów Demobilizacyjnych Armii względnie Inspekcje Etapowe Armii. Zostały one zlikwidowane w okresie od stycznia do września 1921 roku.
10 sierpnia 1920, w związku ze „zwinięciem” dowództw okręgów etapowych, Naczelne Dowództwo WP rozkazem nr 6797/20/Sąd. przemianowało dotychczasowe sądy polowe DOE na sądy polowe etapów armii:
- sąd polowy OE 1 Armii na sąd polowy etapu 1 Armii,
- sąd polowy OE 2 i 3 Armii na sąd polowy etapu 3 Armii,
- sąd polowy OE 4 Armii na sąd polowy etapu 4 Armii,
- sąd polowy OE 6 Armii na sąd polowy etapu 6 Armii

oraz nakazało utworzenie sądów polowych etapu 2 i 5 Armii. Zwierzchnikami sądowymi zostali kwatermistrzowie 1 i 4 Armii oraz kwatermistrz Frontu Południowego dla sądu polowego etapu 6 Armii. Ponieważ w 2, 3 i 5 Armii nie było kwatermistrzów prawa zwierzchników sądowych otrzymali dowódcy tych armii.
Na stanowisko szefa sądu polowego etapu 2 Armii wyznaczony został ppłk KS Jan Lukas, dotychczasowy szef Sądu Wojskowego Okręgu Generalnego Grodno. Do składu sądu zostało przydzielonych trzech oficerów: por. Władysław Proniewicz z Sądu Wojskowego Okręgu Generalnego Warszawa oraz por. dr Zygfryd Braun i ppor. Karol Alfred Bondi z Sądu Wojskowego Okręgu Generalnego Grodno w Łodzi.
Obowiązki szefa sądu polowego etapu 5 Armii powierzono ppłk. KS Franciszkowi Jankowskiemu, sędziemu orzekającemu w Sądzie Wojskowym Okręgu Generalnego w Grudziądzu. Szefowi sądu przydzielono trzech podporuczników: Bronisława Podoleckiego z Prokuratury Wojskowej Okręgu Generalnego Lwów, Wiktora Aleksego Horodyskiego z Sądu Wojskowego Okręgu Generalnego Lublin i Henryka Wincentego Tournelle z Prokuratury Wojskowej Okręgu Generalnego Kraków.